# Farah Ossouli

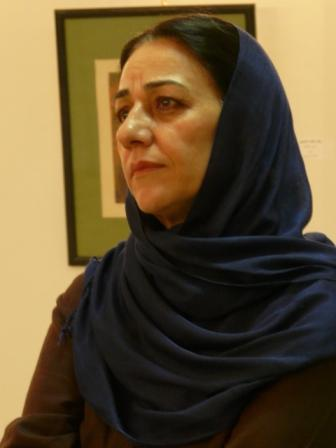
Farah Ossouli (2008)

Farah Ossouli (persisch فرح اصولی; * 1953 in Zandschan) ist eine iranische Malerin und Mitbegründerin der Künstlergruppe DENA in der sich 12 weibliche iranische Künstler zusammengeschlossen haben. Sie besitzt sowohl die amerikanische als auch die iranische Staatsbürgerschaft.

## Künstlerisches Werk
Ihre Werke orientieren sich generell an der klassischen persischen Miniaturmalerei. Thematisch sind ihre Werke zu einem großen Teil an den Werken des persischen Dichters Hafis ausgerichtet. Ihre Szenen setzt sie in leere Flächen, die meistens in monochrom changierenden Farben grundiert sind. Nachtszenen werden meist vor dunkelblauen Flächen dargestellt. Die Miniaturen sind umgeben von mehreren zarten Ornamentmustern in Blau-, Grün-, Rosa- oder Ockertönen. Sie bündeln die gegensätzlichen Elemente und führen zu den relativ großen Bildformaten.
In einer Ausstellung der Frieze Art Fair in New York wird sie 2023 zu den vier einflussreichsten Künstlerinnen des Irans gezählt.
Ihr im Herbst 2023 erschienenes Buch Burning Wings ist nach einer ihrer Bilderserien benannt.

## Person
Farah Ossouli war die Ehefrau des 2020 verstorbenen Filmregisseurs Khosrow Sinai. Zusammen mit Gizella Varga Sinai gründete sie 2001 die Künstlergruppe DENA, in der sich 12 iranische Malerinnen zusammengeschlossen haben. Die Gruppe hatte bereits mehrere internationale Ausstellungen, u. a. auch in Deutschland. Farah Ossouli ist die Schwester von Firouzeh Görgen-Ossouli.

### Ausbildung
1971 erlangte sie das Diplom in Malerei an der „Girl’s School of Fine Arts“ in Teheran.
Das Studium in Grafik-Design an der Fakultät der Schönen Künste der Teheran Universität konnte sie 1977 mit dem Grad eines B.A abschließen.

### Museen, die Werke von ihr besitzen
- Imam Ali Religious Arts Museum
- Tehran Museum of Contemporary Art
- Tropenmuseum – Amsterdam, Netherlands
- Ludwig Museum – Koblenz, Germany
- Koran Museum – Tehran, Iran

### Auszeichnungen – Preise
- 1997 Preis der „Ayeneh dar Ayeneh“ Ausstellung, Teheran
- 2000 Gewinnerin des “Irananian Women’s Award”, Teheran
- 2002 “Iranian Women Artists Award”, Teheran
- 2002 Preis bei der 2. Biennale der Zeitgenössischen Islamischen Malerei, Teheran

Farah Ossouli wurde in verschiedenen deutschen Medien auch als Beispiel für die Emanzipation von Frauen in einem streng islamischen Staat herangezogen.

## Ausstellungen 2025 in Deutschland
- Farah Ossouli – „Merkꞌ dir den Flug, der Vogel wird sterben“, Max Ernst Museum des LVR Brühl, 27. Juni bis 5. Oktober 2025.[8][9]

## Weitere Tätigkeiten
Sie ist auch als Kuratorin und Organisatorin von Ausstellungen tätig. Nachstehend eine Auswahl ab 2003.
- 2003 – Vorsitzende der 6. Malerei-Biennale in Teheran
- 2004 – Mitglied der Jury und im Auswahlkomitee der Jahresausstellung in Isfahan
- 2005 – Mitglied im Auswahlkomitee der Koran Ausstellung, Teheran
- 2006 – Mitglied der Jury und im Auswahlkomitee des „Iran Art Festival“
- 2006 – Mitglied im Auswahlkomitee des 6. Biennale persischer Malerei
- 2007 – Vorsitzende der Ausstellung: Darstellung der persischen Malerei in der Zeitgenössischen Malerei im Iran-Imam Ali Arts Museum
- 2008 – Mitglied der Jury und im Auswahlkomitee des Iran Art Festival – Niavaran Cultural Center – Teheran, Iran

## Veröffentlichungen
- Farah Ossouli: Flowing Through Time – A Conversation Between Behrang Samadzadegan and Farah Ossouli. 009821 Publications, Tehran 2019, ISBN 1-64606-754-1.
- Farah Ossouli: Burning Wings: Last Four Decades – edited by Necmi Sönmez. Skira editore S.p.A., Milano 2023, ISBN 978-88-572-4557-7